# Leontien van Moorsel
Leontien Zijlaard-van Moorsel (nascida como Leontine van Moorsel, Boekel, 22 de março de 1970) é uma desportista neerlandesa que competiu no ciclismo nas modalidades de rota e pista, especialista nas provas de contrarrelógio e perseguição. Tem sido quatro vezes campeã olímpica (três medalhas de ouro em Sydney 2000 e uma em Atenas 2004, tanto em pista como em estrada), oito vezes campeã mundial (quatro em estrada e quatro em pista), o que a converte numa das ciclistas femininas mais laureadas da história e a que tem a maior quantidade de metais olímpicos, 6 medalhas totais.
Participou em três Jogos Olímpicos de Verão, entre os anos 1992 e 2004, obtendo ao todo seis medalhas: em Sydney 2000, três de ouro (fundo, contrarrelógio e perseguição individual) e uma de prata (pontuação), e em Atenas 2004, uma de ouro (contrarrelógio) e uma de bronze (perseguição individual).
Ganhou cinco medalhas no Campeonato Mundial de Ciclismo em Estrada entre os anos 1991 e 1999.
Em pista obteve cinco medalhas no Campeonato Mundial de Ciclismo em Pista entre os anos 1990 e 2003, e uma medalha de prata no Campeonato Europeu de Omnium de 1998.
Desde 1995 está casada com o também ciclista de pista Michael Zijlaard, do que tomou seu apelido.

## Biografia
Começou a sua carreira no final dos anos 80, e cedo converteu-se numa das melhores ciclistas do panorama internacional. Conseguiu dezenas de vitórias nos anos 90, no entanto, como o ciclismo feminino não era profissional as teve que conseguir como amador, estreiando-se definitivamente como profissional no ano de 1997. Ganhou carreiras importantes tanto em pista como em estrada. Na primeira metade da década de 1990 ganhou o Tour de France feminino em duas ocasiões.
Abandonou o ciclismo em 1994 por causa de uma série de desordens psicológicas incluindo uma anorexia nervosa. Com a ajuda de Michael Zijlaard, com quem casou-se em 1995, se sobreelevou a estes problemas e regressou ao ciclismo profissional, ainda que sem esperanças de voltar ao nível dos anos anteriores.
No entanto, foi seleccionada pelo seu país para competir no Campeonato Mundial de 1998, a que era a sua primeira grande competição em quatro anos. Van Moorsel surpreendeu e fez-se com o ouro na prova de contrarrelógio e a prata em estrada.
Nos Jogos Olímpicos de Verão de 2000, Van Moorsel foi uma das desportistas com mais sucesso. Ganhou três medalhas de ouro, nas provas de contrarrelógio e em linha de ciclismo de estrada e na prova de perseguição em pista. Em Atenas 2004 partia de novo entre as favoritas para a carreira em estrada, mas sofreu uma queda na penúltima volta. Apesar das feridas sofridas, três dias depois defendeu com sucesso o título da prova contrarrelógio.
Foi eleita melhor desportista neerlandesa nos anos 1990, 1993, 1999, 2000, 2003 e 2004. Depois da sua participação nos Jogos de Atenas, Van Moorsel retirou-se oficialmente do ciclismo profissional.

## Medalheiro internacional

### Ciclismo em estrada
| Jogos Olímpicos    | Jogos Olímpicos             | Jogos Olímpicos  | Jogos Olímpicos |
| Ano                | Lugar                       | Medalha          | Competição      |
| ------------------ | --------------------------- | ---------------- | --------------- |
| 2000               | Sydney ( Austrália)         | Medalha de ouro  | Rota            |
| 2000               | Sydney ( Austrália)         | Medalha de ouro  | Contrarrelógio  |
| 2004               | Atenas ( Grécia)            | Medalha de ouro  | Contrarrelógio  |
| Campeonato Mundial |                             |                  |                 |
| Ano                | Lugar                       | Medalha          | Competição      |
| 1991               | Stuttgart ( Alemanha)       | Medalha de ouro  | Contrarrelógio  |
| 1993               | Oslo ( Noruega)             | Medalha de ouro  | Contrarrelógio  |
| 1998               | Valkenburg ( Países Baixos) | Medalha de ouro  | Contrarrelógio  |
| 1998               | Valkenburg ( Países Baixos) | Medalha de prata | Rota            |
| 1999               | Verona ( Itália)            | Medalha de ouro  | Contrarrelógio  |

### Ciclismo em pista
| Jogos Olímpicos    | Jogos Olímpicos       | Jogos Olímpicos   | Jogos Olímpicos        |
| Ano                | Lugar                 | Medalha           | Competição             |
| ------------------ | --------------------- | ----------------- | ---------------------- |
| 2000               | Sydney ( Austrália)   | Medalha de ouro   | Perseguição individual |
| 2000               | Sydney ( Austrália)   | Medalha de prata  | Pontuação              |
| 2004               | Atenas ( Grécia)      | Medalha de bronze | Perseguição individual |
| Campeonato Mundial |                       |                   |                        |
| Ano                | Lugar                 | Medalha           | Competição             |
| 1990               | Maebashi ( Japão)     | Medalha de ouro   | Perseguição individual |
| 1998               | Bordéus ( França)     | Medalha de prata  | Perseguição individual |
| 2001               | Antuérpia ( Bélgica)  | Medalha de ouro   | Perseguição individual |
| 2002               | Ballerup ( Dinamarca) | Medalha de ouro   | Perseguição individual |
| 2003               | Stuttgart ( Alemanha) | Medalha de ouro   | Perseguição individual |
| Campeonato Europeu |                       |                   |                        |
| Ano                | Lugar                 | Medalha           | Competição             |
| 1998               | Stettin ( Polónia)    | Medalha de prata  | Omnium                 |

## Palmarés
| 1988 (como amador) - - 2.ª no Campeonato dos Países Baixos de Ciclismo em Estrada 1989 (como amador) - Campeonato dos Países Baixos em Estrada 1990 (como amador) - Campeonato Mundial Perseguição - Campeonato Mundial Contrarrelógio por Equipas - Campeonato dos Países Baixos Perseguição - Campeonato dos Países Baixos em Estrada - 1 etapa do Tour de l'Aude Feminino - 2.ª no Tour da CEE Feminino, mais 2 etapas 1991 (como amador) - Tour de l'Aude Feminino, mais 2 etapas - 2.ª no Tour da CEE Feminino, mais 6 etapas - Campeonato dos Países Baixos Perseguição - Campeonato Mundial em Estrada - 3.ª no Campeonato dos Países Baixos em Estrada - 1992 - Tour da CEE Feminino, mais 3 etapas - Tour Cycliste Féminin, mais 3 etapas - Campeonato dos Países Baixos em Estrada 1993 (como amador) - - 2.ª no Tour da CEE Feminino, mais 3 etapas - Tour Cycliste Féminin, mais 5 etapas - Campeonato dos Países Baixos em Estrada - Campeonato Mundial em Estrada - 1997 - Campeonato dos Países Baixos Perseguição - Campeonato dos Países Baixos Contrarrelógio - 1998 - 2.ª no Campeonato Europeu Omnium - Campeonato dos Países Baixos Perseguição - Campeonato dos Países Baixos Pontuação - Campeonato dos Países Baixos em Estrada - Campeonato dos Países Baixos Contrarrelógio - Campeonato Mundial Contrarrelógio - 2.ª no Campeonato Mundial em Estrada - 1999 - Novilon Internationale Damesronde van Drenthe - Holland Ladies Tour, mais 2 etapas - Campeonato dos Países Baixos Perseguição - Campeonato dos Países Baixos Pontuação - Campeonato dos Países Baixos em Estrada - Campeonato dos Países Baixos Contrarrelógio - Campeonato Mundial Contrarrelógio | - 2000 - Campeonato dos Países Baixos Perseguição - Campeonato dos Países Baixos Pontuação - Campeonato dos Países Baixos Contrarrelógio - Campeonato Olímpico em Estrada - Campeonato Olímpico Contrarrelógio - Campeonato Olímpico Perseguição - 2.ª no Campeonato Olímpico Pontuação - Trophée d'Or féminin, mais 4 etapas - 3 etapas do Giro de Itália Feminino - 2.ª no Campeonato dos Países Baixos em Estrada - 2001 - Campeonato dos Países Baixos Perseguição - Campeonato dos Países Baixos Pontuação - Campeonato Mundial Perseguição - Campeonato dos Países Baixos Contrarrelógio - 1 etapa do Giro de Itália Feminino - 1 etapa do Holland Ladies Tour - Emakumeen Euskal Bira, mais 1 etapa - 2002 - Novilon Internationale Damesronde van Drenthe - Campeonato dos Países Baixos Perseguição - Campeonato dos Países Baixos Pontuação - Campeonato Mundial Perseguição - Campeonato dos Países Baixos Contrarrelógio - 1 etapa da Emakumeen Euskal Bira - 2.ª no Campeonato dos Países Baixos em Estrada - 2003 - Campeonato Mundial 3 km Perseguição - Recorde da hora - Omloop van Borsele - 1 etapa da Emakumeen Euskal Bira - 2.ª no Campeonato dos Países Baixos em Contrarrelógio - 2004 - Campeonato Olímpico Contrarrelógio - 3.ª no Campeonato Olímpico Perseguição - Campeonato dos Países Baixos em Estrada |

## Equipas
- KNWU AMEV Batavus A-selectie Nederland (1992)
- VKS (1997)
- Opstalan (1998)
- Farm Frites (1999-2004)
  - Hartol-Farm Frites (1999)
  - Farm Frites-Hartol (2000-2002)
  - Farm Frites-Hartol Cycling Team  (2003)
  - Team Farm Frites-Hartol (2004)